# Henning Schluß
Jörg Henning Schluß (* 30. Dezember 1968 in Halle (Saale)) ist ein deutscher Erziehungswissenschaftler und Theologe.

## Leben
Henning Schluß wuchs in Dessau auf und schloss nach der zehnklassigen Polytechnischen Oberschule eine Lehrausbildung zum Industrieelektroniker ab. Er verweigerte den Wehrdienst und wurde 1988 der erste (inoffizielle) Zivildienstleistende der DDR im Diakonischen Friedensdienst. Während der Wende wurde Schluß Gründungsmitglied des Neuen Forums in Dessau und Quedlinburg.
Von 1990 bis 1994 studierte er am Theologischen Seminar Paulinum in Berlin und schloss mit dem 1. Theologischen Examen ab. Nach einem Studium der Erziehungswissenschaften und Theologie an der Humboldt-Universität zu Berlin wurde er 2003 mit einer Arbeit zur Transformation der Lehrplanentwicklung in den Neuen Bundesländern promoviert. Ab 2003 war er Wissenschaftlicher Assistent in der Abteilung Allgemeine Erziehungswissenschaft. Seine wissenschaftlichen Arbeiten behandeln vor allem die Themen Aufklärung der DDR-Pädagogik, Religionspädagogik, Politische Bildung und Werteerziehung. Von 2008 bis 2010 war Schluß als Oberkonsistorialrat u. a. für den Religionsunterricht in Brandenburg bei der Evangelischen Landeskirche (EKBO) zuständig. 2009 habilitierte sich Schluß an der Humboldt-Universität zu Berlin für Erziehungswissenschaften. Im August 2010 wurde er als Universitätsprofessor für Empirische Bildungsforschung und Bildungstheorie an die Universität Wien berufen.
Schluß leitet das Unternehmen paedigi, das didaktisches Begleitmaterial für Bildungsmedien vor allem im Bereich der politischen Bildung entwickelt. Er ist Herausgeber des Internetportals zu Unterrichtsmitschnitten aus der DDR auf dem Fachportal Pädagogik. Er ist Mitglied des Vorstandes im Comenius-Institut Münster, korrespondierender Herausgeber der Zeitschrift für Pädagogik und Theologie, Mitglied des Redaktionskreises des ZeitspRUng, Hochschulrat an der Kirchlichen Pädagogischen Hochschule Wien/Krems und Vorsitzender des Evangelischen Bildungswerks Oranienburg.

## Schriften
- mit Hanna Holzapfel, Christian Andersen, Heinz Ganser (Hg.): Der Fall des Eisernen Vorhangs 1989 und die Folgen – Europäische pädagogische Perspektiven. Reihe: Pädagogik in Forschung – Theorie – Geschichte  Bd. 2, 2021, LIT-Verlag, Münster, Wien ISBN 978-3-643-50993-2
- mit Nina Hover-Reisner, Maria Fürstaller, Christian Andersen, Magdalena Habringer, Elif Medeni, Tina Eckstein-Madry: Pluralität in Wiener Kindergärten – Prozesse und Strukturen von In- und Exklusion. Reihe: Pädagogik in Forschung – Theorie – Geschichte (Hg.): Henning Schluß, Christian Andersen, Bd. 1, LIT-Verlag, Münster, Wien 2018, ISBN 978-3-643-50875-1, 240 S.
- mit Susanne Tschida, Thomas Krobath, Michael Domsgen (Hg.): Wir sind alle „andere“. Schule und Religion in der Pluralität. Vandenhoeck & Ruprecht, Göttingen 2015, ISBN 978-3-525-70210-9.
- mit May Jehle: Videodokumentation von Unterricht – Historische und vergleichende Zugänge zu einer Quellengattung der Unterrichtsforschung. Springer VS, Wiesbaden 2013, ISBN 978-3-658-02499-4.
- mit Michael Domsgen / Matthias Spenn: Was gehen uns »die anderen« an?: Schule und Religion in der Säkularität. Vandenhoeck + Ruprecht, Göttingen, 2012, ISBN 978-3-525-70164-5.
- mit Ralf Koerrenz: Reformatorische Ausgangspunkte protestantischer Bildung. Orientierungen an Martin Luther. IKS Garamnond, Jena 2011, ISBN 978-3-941854-63-5.
- mit Dietrich Benner / Rolf Schieder und Joachim Willems: Religiöse Kompetenz als Teil öffentlicher Bildung. Versuch einer empirisch, bildungstheoretisch und religionspädagogisch ausgewiesenen Konstruktion religiöser Dimensionen und Anspruchsniveaus. Schöningh, Paderborn 2011, ISBN 978-3-506-77077-6.
- Wie Jesus lernte – Theologie und Pädagogik im Gespräch – Predigten. Fromm, Saarbrücken 2011, ISBN 978-3-8416-0162-9.
- Religiöse Bildung im öffentlichen Interesse – Analysen zum Verhältnis von Pädagogik und Theologie. VS, Wiesbaden 2010, ISBN 978-3-531-16325-3.
- Indoktrination und Erziehung : Aspekte der Rückseite der Pädagogik. VS, Wiesbaden 2007, ISBN 978-3-531-15169-4.
- Der Mauerbau im DDR-Unterricht. Didaktische FWU-DVD, Grünwald 2005, Nr. 46 02332. Begleitheft.
- mit Tilman Grammes und Hans-Joachim Vogler: Staatsbürgerkunde in der DDR : Ein Dokumentenband. VS, Wiesbaden 2006, ISBN 3-8100-1893-7.
- Lehrplanentwicklung in den neuen Ländern : Nachholende Modernisierung oder reflexive Transformation?. Wochenschauverlag, Schwalbach am Taunus 2003, ISBN 3-89974085-8. (Dissertationsschrift)